# Artocarpus gongshanensis
Artocarpus gongshanensis là một loài thực vật có hoa trong họ Moraceae. Loài này được S.K.Wu ex C.Y.Wu & S.S.Chang mô tả khoa học đầu tiên năm 1989.